# Síndrome de Jacobsen
La síndrome de Jacobsen és una malaltia congènita molt poc freqüent, causada per una alteració cromosòmica que consisteix en la deleció parcial del braç llarg del cromosoma 11 humà. La primera descripció la va fer la genetista danesa Petrea Jacobsen (1914-1994) el 1973.

## Epidemiologia
Es presenta un cas per cada 100.000 nens nascuts, per la qual cosa es considera una malaltia rara. És el doble de freqüent en dones que en homes.

## Quadre clínic
Les principals alteracions consisteixen en retard mental, retard del desenvolupament psicomotor, malformacions del cor, ronyons, aparell digestiu, sistema nerviós central i aparell genital. L'aspecte facial és característic amb ulls més separats del normal -hipertelorisme-, parpelles caigudes -ptosi palpebral-, coloboma de l'iris, nas ample i orelles d'implantació baixa. A les anàlisis de sang sol aparèixer una disminució del nombre de plaquetes.
La majoria dels afectats presenten l'anomalia genètica en totes les seves cèl·lules, però en alguns pacients algunes cèl·lules tenen el trastorn i d'altres no, un fenomen que es coneix com a mosaicisme i fa que els símptomes siguin de menor gravetat.